# Talk That Talk
Talk That Talk je šesti studijski album barbadoške pjevačice Rihanne. Objavljen je 21. studenog 2011. Prvi singl s albuma je "We Found Love" u suradnji s Calvinom Harrisom. Pjesma je premijeru imala na Capital FM radiju, 22. listopada 2011. i izašla je na američkome iTunesu isti dan. Album je mješavina R&B-ja, dance-popa i popa. Prodan je u 197 000 kopija u tjedan dana, te je na trećem mjestu Billboardove top 200 ljestvice i prvi na UK Albums ljestvici.

## Popis pjesama
| Br. | Skladba                             | Trajanje |
| --- | ----------------------------------- | -------- |
| 1.  | »You Da One«                        | 3:20     |
| 2.  | »Where Have You Been«               | 4:02     |
| 3.  | »We Found Love« (ft. Calvin Harris) | 3:35     |
| 4.  | »Talk That Talk« (ft. Jay-Z)        | 3:29     |
| 5.  | »Cockiness (Love It)«               | 2:58     |
| 6.  | »Birthday Cake«                     | 1:18     |
| 7.  | »We All Want Love«                  | 3:57     |
| 8.  | »Drunk On Love«                     | 3:32     |
| 9.  | »Roc Me Out«                        | 3:29     |
| 10. | »Watch N' Learn«                    | 3:31     |
| 11. | »Farewell«                          | 4:16     |

#### Bonus pjesme
| Br. | Skladba        | Trajanje |
| --- | -------------- | -------- |
| 12. | »Red Lipstick« | 3:37     |
| 13. | »Do Ya Thang«  | 3:43     |
| 14. | »Fool In Love« | 4:15     |